# Mikkel Dobloug (skieur)
Pour les articles homonymes, voir Dobloug.
Mikkel Dobloug, né le 7 juillet 1944, est un coureur norvégien du combiné nordique. 

## Biographie
Il est né à Vang et a représenté le club Vang Skiløperforening. Il a participé aux Jeux olympiques d'hiver de 1968 à Grenoble, où il s'est classé 21e de l'épreuve individuelle de combiné nordique. En 1966, à Rena, il est champion de Norvège de combiné. Il sera vice-champion les trois années suivantes.